# BanG Dream! It’s MyGO!!!!!
BanG Dream! It’s MyGO!!!!! ist eine Anime-Fernsehserie, die im Jahr 2023 im japanischen Fernsehen lief. Sie ist ein Ableger des BanG-Dream!-Anime und damit Teil des gleichnamigen Medienfranchises von Bushiroad. Die Serie ist in den Genres Musik und Drama zu verorten.
Im Zentrum der Handlung stehen die fünf Schülerinnen Tomori Takamatsu, Anon Chihaya, Rāna Kaname, Soyo Nagasaki und Taki Shiina die gemeinsam die Rockband MyGO!!!!! gründen. Takamatsu, Nagasaki und Shiina spielten vor der Bandgründung bei Crychic, die kurz zuvor überraschend zerbrach. Im Januar 2025 startete eine Fortsetzung der Serie unter dem Titel BanG Dream! Ave Mujica, welche eine andere Musikgruppe in den Fokus rückt, die ebenfalls von ehemaligen Crychic-Mitgliedern ins Leben gerufen wurde.
Ein Web-Manga, welcher die Bandgeschichte Crychics aus der Sicht von Soyo Nagasaki erzählt, startete im Oktober 2024 in Japan unter dem Titel BanG Dream! It's MyGO!!!!! Ame ni Soyoide Hare wo Kō.

## Prämisse
Als Anon Chihaya mitten im Schuljahr an die Haneoka-Mädchenschule wechselt, versucht sie erste Kontakte zu knüpfen. Und obwohl sie kein Problem damit hat auf ihre Mitschülerinnen zuzugehen, haben sich bereits einige feste Cliquen, sodass es ihr dennoch schwerfällt, Anschluss zu finden. Unter den Schülerinnen der Haneoka ist es üblich, Musikgruppen zu gründen, weswegen sie nun ihre eigene Gruppe starten möchte, da sie selbst Gitarre spielen und singen kann.
Die Suche nach potenziellen Mitstreiterinnen erweist sich schwieriger als angenommen. In Tomori Takamatsu findet Anon eine geeignete Kandidatin, denn obwohl ihres sonderlichen und schüchternden Charakters hat sie bereits Erfahrung als Sängerin gemacht. Sie war Mitglied bei Crychic, einer aufstrebenden Rockgruppe. Doch als die damalige Bandgründerin diese unerwartet verließ, trennte sich die Band und seither fällt es Tomori schwer, anderen Menschen zu vertrauen. Mit der Zeit lernt Anon weitere ehemalige Mitglieder von Crychic kennen und baut zu diesen eine Beziehung auf.
Die Serie fokussiert sich auf die Gründung der Band MyGO!!!!!, den zwischenmenschlichen Emotionen der Bandmitglieder zueinander sowie den individuellen Schwierigkeiten und Problemen dieser.

## Charaktere

### Mitglieder von MyGO!!!!!
Tomori Takamatsu (高松 燈, Takamatsu Tomori)
Eine Schülerin, die das erste Lehrjahr der Haneoka-Mädchenschule. Sie besitzt eine andere Sichtweise als ihre Mitmenschen in ihrer Umgebung und hat Schwierigkeiten, Kontakte zu knüpfen und Freundschaften zu schließen. Trotz ihrer Introvertiertheit sorgt sie sich um ihre Freunde und ihre Bandmitglieder. Sie akzeptiert diese, wie sie sind. Sie war die Sängerin bei Crychic, bis diese sich aufgrund eines Streits innerhalb der Gruppe auflöste. Diese Trennung führte dazu, dass sich Tomori mental zurückzog und zögert, in eine andere Band einzusteigen.
Dennoch wird sie später Mitglied der Band MyGO!!!!! und sieht dies als zweite Chance zur Traumabewältigung. Tomori hat die Angewohnheit Dinge zu sammeln, die sie als ästhetisch angenehm betrachtet, wie etwa Steine, Notebooks oder Pflaster mit Tiermotiven.
Regisseur Kōdai Kakimoto sagte, dass er Tomori als „Punk-Sängerin“ darstellen wollte. Sie sollte, so Kakimoto, den Punk durch ihre charakterliche Unfähigkeit, mit anderen Menschen im Alltagsleben zurechtzukommen verkörpern.
Anon Chihaya (千早 愛音, Chihaya Anon)
Sie besucht das erste Jahr an der Haneoka-Mädchenschule und besuchte zuvor eine Schule in England. Sie kann proaktiv und trendig sein, ist gut in der Schule und war als Mittelschülerin sehr beliebt bei ihren Mitschülern, distanziert sich aber für ihr damaliges Verhalten von dieser Zeit.
Von ihr geht die Initiative zur Gründung einer Band aus, die später MyGO!!!!! genannt werden sollte und schafft es Soyo, Taki, Tomori und Rāna davon zu überzeugen, der Gruppe als Musikerinnen beizutreten.
Drehbuchautorin Yuniko Ayana beschloss den Beginn der Handlung aus Anons Sicht zu schreiben, um der Zuschauerschaft einen leichten Einstieg in die Geschichte zu ermöglichen.
Rāna Kaname (要 楽奈, Kaname Rāna)
Eine Schülerin im dritten Lehrjahr an der Hanasakigawa-Akademie angeschlossenen Mittelschule. Sie ist exzentrisch, ist häufig im Live House RiNG anzutreffen und gilt als sehr talentierte Gitarristin. Sie wird Leadgitarristin von MyGO!!!!!, nimmt jedoch nur unregelmäßig an Bandproben teil.
Rāna ist die Enkelin von Shifune Tsuzuki, der ehemaligen Besitzerin des Live Houses SPACE.
Ayana erklärte, dass Rānas Charakter und ihre Verbindung zu SPACE sehr früh in der Erarbeitung der Animeserie konzeptualisiert wurde, da die ursprüngliche Handlung zum Zeitpunkt der Geschehnisse in It’s MyGO!!!!! zwischen den ersten beiden Staffel der Hauptserie angesiedelt wurde.
Soyo Nagasaki (長崎 そよ, Nagasaki Soyo)
Eine Schülerin an der Tsukinomori-Mädchenakademie, die in der Schul-Brassband als Kontrabassistin aktiv ist. Sie war Bassistin der Rockband Crychic, bis diese sich trennte. Sie ist mit Mutsumi Wakaba befreundet und teilt ihr mit, wie es den anderen früheren Bandmitglieder seit der Trennung von Crychic ergeht.
Sie versucht heimlich, ihre alte Band zu reaktivieren und ihre früheren Bandkolleginnen Mutsumi und Sakiko davon zu überzeugen, wieder gemeinsam Musik zu machen. Dies ist ihr Beweggrund, weshalb sie MyGO!!!!! als Bassistin beitritt.
Kakimoto erklärte, dass das Produktionsteam ihren Charakter als „Mutter der Gruppe“ ausgelegt habe, was unter anderem durch ihrer fürsorglichen Persönlichkeit und ihrem komplizierten familiären Hintergrund dargestellt werde.
Taki Shiina (椎名 立希, Shiina Taki)
Eine Schülerin im ersten Jahr an der Hanasakigawa-Akademie. Sie arbeitet als Teilzeitkraft im Live House RiNG und mag es alleine zu sein, weswegen sie anderen abweisend gegenübersteht. Nichtsdestotrotz hat sie auch eine fürsorgliche Seite, vor allem für Tomori, mit der sie befreundet ist. Taki hat eine ältere Schwester.
Sie war Schlagzeugerin bei Crychic und tritt später MyGO!!!!! bei, wo sie ebenfalls Schlagzeug spielt. Ayana erklärte, dass Takis Charakter so geschrieben wurde, um Tomoris Talent als Songwriterin hervorzuheben. Kakimoto gab zu verstehen, dass die Beziehung zwischen Taki, Anon und Tomori ein Schlüsselfokus bei der Entstehung der Animeserie darstellte.

### Nebencharaktere
Sakiko Togawa (豊川 祥子, Togawa Sakiko)
Eine Schülerin im ersten Lehrjahr der Haneoka-Mädchenschule, die oftmals im Musikraum der Schule anzutreffen ist und Klavier spielt. Sie war Keyboarderin bei Crychic in der sie gemeinsam mit Mutsumi, Tomori, Soyo und Taki spielte, bis sie aus unbekannten Gründen die Band verließ. Ihr Ausstieg sorgte für Spannungen zwischen ihr und ihren Freundinnen Tomori, Soyo und Taki. Sie gründet später eine eigene Band mit dem Namen Ave Mujica. Dort ist sie unter dem Namen Oblivionis als Keyboarderin aktiv.
Mutsumi Wakaba (若葉 睦, Wakaba Mutsumi)
Sie besucht das erste Jahr der Tsukinomori-Mädchenakademie und war wie Sakiko ebenfalls ein Mitglied bei Crychic, wo sie E-Gitarre spielte. Sie hat Schwierigkeiten ihre Gefühle auszudrücken. Mutsumi ist mit Sakiko und Soyo befreundet und agiert oft als Vermittlerin zwischen den beiden. Sie schließt sich Sakiko an und wird Mitglied bei Ave Mujica. In der Band ist sie unter dem Pseudonym Mortis aktiv und spielt dort Rhythmusgitarre.
Umiri Yahata (八幡 海鈴, Yahata Umiri)
Eine Schülerin an der Hanasakigawa-Akademie, die nebenbei als Session-Musikerin in unterschiedlichsten Bands Bassgitarre spielt. Umiri ist mit Taki befreundet. Sie stößt später als Bassistin zu Ave Mujica, wo sie unter dem Decknamen Timoris agiert.
Laut Drehbuchautorin Yuniko Ayana wurde ihr Charakter durch ein Posting eines wirklichen Bassspielers inspiriert, der angabt simultan in zehn Musikgruppen aktiv gewesen zu sein.
Uika Misumi (三角 初華, Misumi Uika)
Uika besucht die Hanasakigawa-Akademie und ist Klassenkameradin von Taki und Umiri. Sie ist Sängerin und Gitarristin der Idol-Gruppe sumimi. Uika ist seit ihrer Kindheit eng mit Sakiko befreundet und tritt ihrer Band Ave Mujica als Sängerin bei. In der Gruppe nutzt sie das Pseudonym Doloris.
Nyamu Yūtenji (祐天寺 にゃむ, Yūtenji Nyamu)
Nyamu ist eine bekannte Influencerin, die in ihren Videos häufig über Beautytipps spricht. Anon Chihaya regelmäßig ihre Videos. Neben ihre Influencer-Tätigkeit spielt sie Schlagzeug. Sie tritt Ave Mujica bei und agiert dort unter dem Pseudonym Amoris.
Mana Sumita (純田 まな, Sumita Mana)
Mana ist Hauptsängerin der Idol-Gruppe sumimi, der auch Uika angehört.

## Synchronisation
| Mitglieder von MyGO!!!!! |                |
| Tomori Takamatsu         | Hina Yōmiya    |
| Anon Chihaya             | Rin Tateishi   |
| Rāna Kaname              | Hina Aoki      |
| Soyo Nagasaki            | Mika Konihata  |
| Taki Shiina              | Coco Hayashi   |
| Nebencharaktere          |                |
| Sakiko Togawa            | Kanon Takao    |
| Mutsumi Wakaba           | Yuzuki Watase  |
| Umiri Yahata             | Mei Okada      |
| Uika Misumi              | Rico Sasaki    |
| Nyamu Yūtenji            | Akane Yonezawa |
| Mana Sumita              | Hazuki Tanda   |

## Produktion

### Planung
Nach der Produktion der dritten Staffel der Haupt-Anime-Fernsehserie, entwickelte das Produktionsteam die Idee, die „Charaktere realistischer zu portraitieren“ und „unumkehrbare Hauptereignisse in der Handlung darzustellen“. Aus dieser Idee entspringend stellte sich Produzent Yuki Nemoto ein „ernsthaftes Bandprojekt“ vor, in der eine Melodic-Hardcore- sowie eine Metal-Band entstehen sollten. Als das Drehbuch in seiner Entwicklungsphase ungefähr bei der vierten Episode angelangt war, entschied man bei Bushiroad das neue Projekt in das bereits existierende BanG-Dream!-Franchise zu integrieren. Diese Entscheidung führte dazu, dass das Produktionsteam die Arbeiten an dem Drehbuch aussetzte, das Charakterdesign überarbeitete und den Handlungsrahmen anpasste. Die ursprüngliche Planung eine 26-teilige Anime-Fernsehserie über zwei Gruppen bestehend aus insgesamt zehn Mitgliedern wurde überarbeitet, sodass man zwei Staffeln produzierte, die sich auf je eine der neuen Gruppen fokussierte. Letztendlich entschied das Produktionsteam, die Haupthandlung auf zwei Animeserien – It’s MyGO!!!!! und Ave Mujica – zu verteilen, wodurch die Erzählstränge zu beiden Bands voneinander abgegrenzt wurden.

### Schreibprozess
Laut Drehbuchautorin Yuniko Ayana wurde auf Anfrage des Produzenten Yuki Nemoto entschieden, aus It’s MyGO!!!!! eine ernsthaftere Dramaserie zu gestalten. Nemoto hoffte, dass die Serie durch die Darstellung ehrlicher, zum Lachen und Weinen anregende zwischenmenschlicher Beziehungen von Oberschülern, Anklang bei der jüngeren Generation finde. Aufgrund der leichteren Zugänglichkeit früherer Produktionen des Franchises hatte Ayana Probleme eine ausgewogene Richtung zu finden mit dem Wunsch Fans der früheren Werke nicht entfremden. Allerdings, so Ayana, habe Regisseur Kōdai Kakimoto darauf bestanden, sich voll und ganz auf die Ernsthaftigkeit der Geschichte zu konzentrieren. So griff die Drehbuchautorin auf ihre persönlichen Erfahrungen mit „Verrat und Misstrauen“ zurück, die den Anstoß für Tomoris emotionalen Konflikt innerhalb der Erzählung der Serie gaben. In Vorbereitung auf das Erarbeiten des Drehbuchs führte Ayana Recherchen über real existieren Musikgruppen durch, die von Oberschülerinnen gegründet wurden und ließ ihre Eindrücke teilweise in die Geschichte und den handelnden Charakteren einfließen. Sie sagte, dass It’s MyGO!!!!! gefühlt ihr realistischstes Werk bis dahin geworden sei.
Regisseur Kakimoto zufolge musste das Drehbuch mehrfach angepasst werden, da die ursprüngliche Handlungsrichtung auf den Charaktereigenschaften basierte. Während des Schreibens des Drehbuchs wurden die vielschichtigen Persönlichkeiten der Charaktere enthüllt, die eine Kettenreaktion auslösten, wie etwa sich verändernde Motivationen, neu konstruierte Beziehungen und miteinander verflochtene Handlungsstränge. Jede Anpassung erforderte die Veränderung nachfolgender Entwicklungen und Neuausrichtung der Skripte, die sich bereits in Bearbeitung befanden. Dies führte dazu, dass manche Folgen bis zu sechs mal neu geschrieben werden mussten. So sah das ursprüngliche Konzept vor, den Charakter Anon Chihaya als „mutig handelnde Rückkehrerin hinter der Fassade einer Musterschülerin“ darzustellen. Um sie von anderen Franchise-Charakteren wie Rokka Asahi abzugrenzen, wurden ihre Makel, wie etwa ihre „trendjagende Eitelkeit“ oder ihre „berechnende Natur“ angepasst, um ihre menschliche Authentizität zu vertiefen. Er fügte hinzu, dass die ursprünglich konzipierten Charaktere ausgeprägtere Persönlichkeiten aufwiesen als die überarbeiteten Charaktere. Auch wurde anfangs erwogen, die Geschichte mit Auflösung der Band zu beenden. Nachdem das Projekt in das BanG-Dream!-Franchise integriert wurde, gewährten die Projektaufseher dem Produktionsteam „komplette kreative Freiheit“ um eine originale Handlung zu entwickeln. Nach der Überarbeitung der „übermäßig realistischen Elemente“, setzte man den Rahmen, dass die erste Staffel sich auf MyGO!!!!! konzentrieren sollte und die zweite Staffel den Fokus auf Ave Mujica lege. Um It’s MyGO!!!!! besser in das Medienfranchise zu integrieren, entschied sich das Produktionsteam, die Charakter bereits im Franchise-Universum existierende Schulen zu besuchen und mit früheren Charakteren der Serie zu interagieren.
Um Tomoris Notizbuch und ihren Schreibstil zu erarbeiten, nutzte das Produktionsteam zahlreiche Gedichtsammlungen unterschiedlicher Texter, sowie die Kritzeleien und handgeschriebenen Bemerkungen, die in diesen zu finden waren. Für die Erarbeitung von Tomoris Monolog und Gedichte, die in der zehnten Folge zu sehen waren, zeichnete Midori Gotō verantwortlich.

### Animation
Laut Regisseur Kōdai Kakimoto wurden die Animationen fast ausschließlich im Studio Sanzigen produziert, wobei jeder involvierte Animator an mehreren Episoden der Serie arbeiteten. Die Kreativitätsabteilung überließ den angestellten Animatoren bei Sanzigen die Bearbeitung des Storyboards sowie die Regie. Hiroaki Matsuura, der Studiopräsident von Sanzigen, führte aus, wie in der Animeserie Computeranimationen und traditionelle, handgezeichnete Animationen miteinander kombiniert wurden. Während der größte Teil der visuellen Elemente mittels CGI erstellt wurden, wurden diese um einige handgezeichnete Details erweitert, wie etwa die verfeinerten Haare und Augen oder die Schatten bei Nahaufnahmen.
Matsuura sagte, dass die dritte Folge der Serie als Long Take präsentiert wurde und aus der Sicht Tomoris erzählt wird, von Liveaufnahmen eines bestimmten Künstlers inspiriert wurden. Diese Aufnahmen wurden extra für diese Episode in Auftrag gegeben um dieses Gefühl nachzustellen. Um das Drehbuch für diese Folge zu erarbeiten sah sich Yuniko Ayana den Film Being John Malkovich an um zu verstehen, wie man eine Handlung, die in der Ich-Perspektive wiedergegeben wird, am besten schreiben könne. Da der erzählende Charakter (Tomori) in einem Großteil der Folge nicht zu sehen war und ihre Präsenz lediglich durch ihre gesprochenen Dialoge oder gelegentliche Nutzung von Reflexionen als Spiegelbild, musste Ayana überlegen wie sie Handlung durch das Gesehene des Charakters am besten wiedergeben könne. Sie beschrieb diese Herangehensweise als neuartige Herausforderung. Außerdem merkte sie an, dass die seltene Nutzung von Spiegeln in besagter Episode Tomoris Charakter repräsentieren wurde, da sie sich nur sehr selten im Spiegel betrachte. Trotz der schwierigen Herangehensweise sagte Ayana, dass sie Spaß hatte, diese Folge zu schreiben. Für die originelle Präsentation wurde die dritte Episode der Serie von Kritikern gelobt (siehe Abschnitt Rezeption).
Aufmerksamkeit erregten auch die fixierten Kamerashots in der siebten Folge, die die Bewegungen der Mitglieder von MyGO!!!!! im Umkleideraum vor ihrem ersten Konzert folgten. Um diese Szenen zu schreiben, sah sich Ayana das Fernsehprogramm Human Observation Show: Monitoring an, in der eine versteckte Kamera zum Einsatz kommt. Matsuura erklärte, dass die Charaktere in den Wide Shots immer in Bewegung gewesen sind und dies kein Standard in anderen Animes sei, die Szenen aber glaubhafter wirken lassen. Kakimoto stimmte zu, dass die Nutzung der fixierten Kamera in besagter Szene die natürlichen Interaktionen der Bandmitglieder miteinander besser eingefangen hat als dies bei Nahaufnahmen, wie zum Beispiel in Dokumentarfilmen üblich, möglich gewesen wäre. Er fügte hinzu, dass er hoffe, dass durch die Nutzung dieser Elemente die Zuschauer sich in die Position eines Live-Mitarbeiters der Band oder gar in die Rolle eines Mitglieds der Gruppe hineinversetzen können. Um die Animationen in spezifischen Szenen zu gestalten, spielten die Drehbuchautoren und die Animatoren während den Besprechungen manchmal die Geschehnisse dieser Szenen nach. Als Beispiel nannte sie eine Szene zum Ende der achten Episode, in der Soyo Sakiko bittet mit ihr gemeinsam die Band Crychic neu zu formieren. Ayana spielte ihre Vision von Soyos Bewegungen in besagter Szene vor während andere Co-Autoren in die Rolle Sakikos schlüpften.
Die Konzertszenen in der Serie wurde von realen Musikern aufgenommen. Darunter waren der Aqua-Timez-Gitarrist Daisuke Hasegawa und Ryūhei Kinoshita. Für die Szene, in der sich Anon bei einem Auftritt verspielt, schlug Hasegawa absichtlich die falschen Saiten an und machte dabei Nahaufnahmen von seinen Handbewegungen, die den Animatoren bei Sanzigen als Anschauungsmaterial zur Verfügung gestellt wurden.

## Thematiken und Analyse
In Abgrenzung zur Hauptserie fokussiert sich It’s MyGO!!!!! auf ein organisches Drama und zwischenmenschliche Konflikte. Kakimoto sagte, dass sich die Serie mit einer ernsteren Geschichte befasse und dabei düstere Emotionen, Konflikte und verworrene Beziehungen aufgreife. Die Serie breche den typischen Erzählrahmen der früheren Anime-Produktionen des Franchises, in welcher die Charaktere eine Band gründen, weil sie sich mögen. Kōdai Kakimoto ergänzte, dass It’s MyGO!!!!! eine Geschichte über Charaktere sei, die ihre Mäkel und Scham, die sie früher zu verbergen versuchten, nicht länger verschleiern wollen und bei nach wie vor neue Kontakte knüpfen wollen, trotz der erlittenen seelischen Wunden. Yuki Nemoto führte weiter aus, dass in einem sozialen Klima, wo sich jeder sehr einfach in den sozialen Medien und dem Internet miteinander vergleichen könne und ist der Überzeugung, dass die Darstellung von Mühen und lebendiger menschlicher Natur ein Werk mit stärkerer emotionaler Resonanz erschaffen könne. Coco Hayashi, die in der Serie den Charakter Taki Shiina spricht und diese Rolle im Gesamtfranchise verkörpert, erwähnte, dass das Finden eines Platzes wo man hingehört ein Kernthema der Serie sei. Laut der Onlineplattform Anime Feminist greife der Anime Themen wie Depression, Ängste, Schüchternheit, Asozialität, Stalking, Kindesmisshandlung, die negativen Folgen einer Scheidung und das Gefühl der Entfremdung durch Mikroaggressionen auf. Animate Times schrieb in seinem Anime-Guide, dass It’s MyGO!!!!! ein chaotisches menschliches Drama zeige, welches die Zwietracht unter den Musikerinnen und das selbstgerechte Verhalten der Charaktere betone, weswegen die Serie aufgrund seiner Erzählweise ab und zu als „depremierender Anime“ bezeichnet wird.
Für Oricon schreibend hob Masaki Endō hervor, dass sich die Serie aufgrund ihrer Darstellung von Pein hervorgerrufen durch mangelnde Aufregung, den Frustrationen der Jugend durch zarte Emotionen und das Präsentieren von angespannten Beziehungen wie im echten Leben von vergleichbaren Werken hervorsteche. Er ist der Überzeugung, das die Herangehensweise den Trend von Werken, die einen Charakter mit Kommunikationsschwierigkeiten in den Fokus rücken reflektiere, nachdem Serien wie Komi can’t communicate und Bocchi the Rock! von der Zuschauerschaft akzeptiert worden waren. Shōki Ōta, Redakteur bei Comic Natalie bezeichnete „Mädchen, die ihre Gefühle aussdrücken“ als zentrales Erzählelement der Animeserie. Laut Ōta konzentriere sich It’s MyGO!!!!! auf zwei Aspekte: Zum einen die ineinandergreifenden Gefühle, die am Ende einer engen menschlichen Beziehung warten, und zum anderen das adoleszente Selbstbewusstsein. Diese Elemente, so Ōta, werden durch das Setting an einer Mädchen-Oberschule und Beteiligung an einer Musikgruppe dargestellt.
Yuki Kawano vom japanischen Onlinemagazin DenFaminicoGamer interpretierte den Charakter Anon Chihaya als eine Metapher für den modernen Menschen. Er beschrieb den Charakter als „nach außen hin fröhlich, aber nur mit sich selbst beschäftigend und nicht bereit, sich anzustrengen.“ Kawano schrieb über die Animeserie, dass diese einen emotional schweren Stil habe, der die Feinheiten menschlicher Beziehungen und den Schmerz der Figuren „realistischer darstelle als die Realität selbst“ ähnlich wie in japanischen Seifenopern und koreanischen Dramen. Leyvan, der ebenfalls für DenFaminicoGamer schreibt, bemerkte die Darstellung einer „lehrbuchartigen Wirksamkeit menschlicher Beziehungen“ in der Serie. Er vertritt die Meinung, dass die rasante Entwicklung sozialer Medien und anderer Technologien in den 2010er-Jahren im Zusammenspiel mit der COVID-19-Pandemie dazu geführt habe, dass es den jungen Menschen nicht gelungen sein in ihrer Phase des Erwachsenwerdens zwischenmenschliche Kommunikation und soziale Kompetenzen zu erlernen. Er schrieb, das It’s MyGO!!!!! genau diese Ängste aufgreife und diese Ära widerspiegele. Weiter führte Leyvan aus, dass je nachdem, ob die Zuschauer ihre eigenen Lebenserfahrungen oder die aktuellen persönlichen Umstände auf die Serie projizieren, die Darstellung gemeinsama emotionaler Traumata auf unzählige Arten interpretiert werden können.

## Medien

### Anime-Fernsehserie und Filme
Die Produktion der Anime-Fernsehserie wurde am 9. April 2023 während des vierten Konzerts von MyGO!!!!! angekündigt. Die Serie entstand unter der Regie von Kōdai Kakimoto im Animationsstudio Sanzigen. Das Drehbuch wurde von Yuniko Ayana geschrieben. Die Serie startete am 29. Juni 2023 im japanischen Fernsehen und endete mit der Ausstrahlung der dreizehnten Folge am 14. September gleichen Jahres.
Der Streamingdienst Crunchyroll erhielt die Rechte an einer Simulcast-Ausstrahlung, darunter im Originalton mit deutschen Untertiteln. In Südostasien zeigte Muse Communications die Animeserie im Simulcast. Die Lieder Hitoshizuku und Shiori von MyGO!!!!! fungierten als musikalische Untermalung der Vor- bzw. Abspannsequenz.
Anfang Januar 2024 wurde bekannt, dass die Serie zwei Kompilations-Filme erhalten werde, die die Handlung des Anime mit zusätzlichen Szenen zusammenfasst. Der erste Film gibt die Handlung der ersten sieben Folgen wieder, während der zweite Film die übrigen sechs Episoden zusammenfasst. Der erste Kompilation-Film lief ab dem 27. September 2024 in den japanischen Kinos, der zweite Film ab dem 8. November desselben Jahres. Crunchyroll gab bekannt, dass der erste Film in 79 Kinos in Japan anlief, der Zweite in 78 japanischen Lichtspielhäusern.

### Web-Manga
Ein Web-Manga, geschrieben und gezeichnet von Yuama, wurde am 21. Oktober 2024 angekündigt. Das erste Kapitel wurde am 27. Dezember 2024 in japanischer, chinesischer und englischer Sprache auf der Manga-Webseite Comic Growl veröffentlicht.
Am 8. Mai 2025 erschien der erste Band in gedruckter Form in Japan. Wenige Tage später kündigte der deutsche Kleinverlag Dokico an, den Manga in deutscher Sprache zu veröffentlichen. Der Manga, der den Titel BanG Dream! It's MyGO!!!!! Ame ni Soyoide Hare wo Kō (BanG Dream! It's MyGO!!!!! 雨にそよいで晴れを請う) trägt, erzählt die Bandgeschichte Crychics aus Sicht des Bandmitglieds und späteren MyGO!!!!!-Mitgründerin Soyo Nagasaki.
| Band | Japanisch        | Japanisch              | Deutsch          | Deutsch |
| Band | Veröffentlichung | ISBN                   | Veröffentlichung | ISBN    |
| ---- | ---------------- | ---------------------- | ---------------- | ------- |
| 01   | 8. Mai 2025      | ISBN 978-4-04-899682-2 | –                | –       |

### YouTube-Miniserie
Im August 2022 wurde auf dem YouTube-Kanal von MyGO!!!!! eine Miniserie unter dem Namen MyGO!!!!! Menbā no Nichijō (MyGO!!!!!メンバーの日常) veröffentlicht, die das Alltagsleben der Bandmitglieder thematisiert.

## Rezeption
Die Reaktionen auf die ersten drei Episoden waren gemischt. Verschiedene Redakteure von Anime News Network besprachen die Premiere in der Sektion The Anime Preview Guide. Dabei wurde das Erzähltempo in den ersten Episoden einerseits für ihren Unterschied zu ähnlichen Serien wie Love Live! oder früheren BanG-Dream!-Folgen hervorgehoben. Während Christopher Farris die Handlung als „eindrucksvoll melancholisch“ beschrieb, konnte James Beckett dem nichts abgewinnen und bezeichnete die erzählte Geschichte als „langweilig“. Richard Eisenbeis fügte in seiner Besprechung hinzu, dass die Handlung schwer nachzuvollziehen sei. Die Charaktere, allen voran Tomori, wurden positiv wahrgenommen. Obwohl Beckett das Erzähltempo negativ bewertete, hob er die 3D-Animationen sowie den visuellen Stil der Serie positiv hervor. Nicholas Dupree und Rebecca Silverman indes hatten bezüglich gemischte Reaktionen.
Vor der Serienpremiere drückte Farris Gespanntheit aus, inwiefern sich It’s MyGO!!!!! in das Gesamtfranchise einbinden würde und besprach später die gesamte Serie für Anime News Network. Er lobte Yuniko Ayanas Drehbuch, die Charaktere, die Animation und visuelle Ausrichtung sowie das emotionale Gewicht der Show mit seinem dramatischen Unterton, welches It’s MyGO!!!!! von früheren Anime-Produktionen des Franchises abhebe. Farris wählte den Titel zu seinem persönlichen Anime des Jahres und schrieb, dass er in freudiger Erwartungen auf die Fortsetzung sei. Auch wählte Farris das Lied Hekitenbansou als einen der besten Anime Songs des Jahres 2023 und schrieb, dass dessen Einsatz in der siebten Folge der Serie Tomoris Charakterentwicklung veranschauliche. Trotz des Lobes empfand Farris das Finale der Serie als einen „ungünstigen Abschluss“ und merkte an, dass manche Szenen entweder verwaschen aussehen oder kontrastlich zu dunkel ausgefallen seien.
Steve Jones, ebenfalls von Anime News Network, listete die Serie als ein Anime des Jahres und hatte ähnliches Lob. Jones betonte insbesondere die wahrgenommenen Yuri-Andeutungen der Serie, was er an Ayanas Historie in dem Genre unter anderem durch ihre Beteiligung an Flip Flappers festmacht. Er hob den „mutigen und fast experimentiellen Schwenk“ auf die Ich-Perspektive aus der die dritte Episode erzählt wird hervor und bezeichnete die Szene aus der achten Episode in der Soyo und Sakiko aneinandergeraten als sein Anime-Moment des Jahres. Diese Szene, so Jones, sei kaum von einem Streit zwischen zwei Ex-Partnern zu unterscheiden. Zudem wählte er Anon Chihaya als Lieblingscharakter der Serie und begründete dies mit ihrer charakterlichen emotionalen Tiefe, ihre Einzigartigkeit sowie ihre charakterliche Entwicklung im Verlauf der Serie.
Nick Creamer schrieb für Crunchyroll, dass die Drehbuchautorin Yuniko Ayana das Rückgrat und Personalität beisteuere, indem sie ein „weitreichendes Netz aus emotionalen Blockaden und persönlichen Kontakten spinne“ während sie gleichzeitig auf die Handlungen der Charaktere achte und visuell in Szene setze. Dadurch werde melodramatisches, psychologisches Drama erzeugt, was die Serie von anderen Musik-Anime abgrenze. Yota Tokuta ergänzte in seiner Besprechung der Serie bei Real Sound, dass die erzählte Geschichte in It’s MyGO!!!!! mit den Konventionen früherer Idol-Anime breche. Beispielsweise hierfür nannte er die Darstellung des Scheiterns und das Auseinandergehen der Mitglieder, welches nach einem erfolgreichen Konzertes in Episode 7 geschah und den „Rock-Ethos“ verkörpere. Brock K lobte den dramatischen Unterton der Serie und den Schreibstil, der es allen Charakteren erlaube mehr als nur Genre-Archetypen zu sein. Die Charaktere wirken, so der Rezensent, durch ihre Mänge menschlich.
Die chinesische Onlinezeitung The Paper lobte die 3D-Animationen und vertritt die Meinung, dass das Modeling, die Aktionen und das Verhalten der Charaktere, den Einsatz von Licht und Schatten das Streben nach Realismus im Vergleich zu handgezeichneten Animationen übertreffe. Im Dezember 2024 wurde ein neugeborenes Königspinguinküken Tomorin – ein Spitzname Tomori Takamatsus in der Serie – getauft, nachdem eine Online-Abstimmung abgehalten wurde.
Die Serie sollte später in der Kategorie Anime des Jahres bei den Reddit Anime Awards von der Jury ausgezeichnet werden. Bei den Anime Trending Awards wurde die Serie auf den zweiten Platz in der Kategorie Musik-Anime des Jahres gewählt. Die Nutzer von 5channel wählten BanG Dream! It’s MyGO!!!!! zum Anime des Jahres. Taki Shiinas Zitat This person doesn't know anything! I'm blocking them! (「こいつ何も分かってない！ブロックしてやる！」) wurde für den Hauptpreis der Anime Buzzword Awards nominiert.